# Walter Stuart, 6. Lord Blantyre
Walter Stuart, 6. Lord Blantyre (* 1. Februar 1683; † 23. Juni 1713) war ein schottisch-britischer Adliger und Politiker.
Er war der älteste Sohn des Alexander Stuart, 5. Lord Blantyre, aus dessen Ehe mit Anne Hamilton (1658–1722), Tochter des Robert Hamilton, Lord Pressmennan († 1695). Als Heir apparent seines Vaters führte er ab Geburt den Höflichkeitstitel Master of Blantyre, bevor er 1704 seinen Vater als Lord Blantyre beerbte.
Aufgrund seines Adelstitels war er Mitglied des Schottischen Parlaments, wo er sich energisch gegen die Union mit England aussprach. Nachdem diese 1707 vollzogen und das schottische Parlament aufgelöst worden war, wurde er 1710 als schottischer Representative Peer ins britische House of Lords gewählt.
Er starb bereits 1713 an einem Fieber und wurde in der Gruft der Dukes of Richmond in Westminster Abbey begraben. Da er unverheiratet und kinderlos geblieben war, erbte sein Bruder Robert Stuart seinen Adelstitel.